# قائمة أنشطة القفز
عملية القفز أمر أساسي للعديد من الرياضات والأنشطة. بعض الرياضات تعتمد بشكل حصري تقريباً على القدرة على القفز، مثل الوثب العالي في سباقات المضمار والميدان، في حين أن رياضة القفز في الرياضات الأخرى هي واحدة من القدرات الرياضية المتعددة المستخدمة في هذه الرياضة، مثل كرة السلة.

## سباقات المضمار والميدان
- الوثب العالي، حيث يقفز الرياضيون فوق القضبان الأفقية.
- سباق الحواجز، سباق قدم يقفز فيه العداؤون فوق الحواجز.
- الوثب الطويل، حيث أن الهدف هو القفز أفقياً إلى أقصى حد ممكن.
- القفز عالياً بالعصا، التي يستخدم فيها الشخص عصا مرنة طويلة كمساعدة للقفز فوق أحد الأعمدة.
- القفز الثلاثي، والهدف هو القفز أفقيا قدر الإمكان، في سلسلة من ثلاث قفزات.

## ألعاب رياضية
- كرة القدم الأمريكية.
- اتحاد كرة القدم («كرة القدم» في الولايات المتحدة وكندا).
- كرة القدم الأسترالية.
- تنس الريشة.
- كرة السلة.
- بوسابول.
- التشجيع.
- الرقص.
- الغوص - القفز في الماء.
- التزلج على الجليد – التزلج الفني/ الرياضي على الجليد.
- الجمباز.
- نط الحبل.
- الفنون القتالية.
- كرة الشبكة – مشابهة لكرة السلة.
- الباركور – القفز والتسلق الحضري.
- كرة المضرب.
- الركبي (كرة القدم الأمريكية).
- ركوب اللوحات الزلاجة.
- التزحلق على الثلج.
- الإسكواش.
- السباحة.
- كرة الطاولة.
- كرة اليد.
- تنس.
- لعبة القفز على الترامبولين.
- الصحن الطائر.
- كرة الطائرة.
- قفزة جاك

## رياضات حيوانية

صورة متحركة قديمة لحصان يقفز.

- رشاقة الكلب، حيث يجتاز الكلب عقبات مختلفة، إضافةً إلى القفز.
- عرض القفز والفعاليات، المسابقات التي يقفز فيها الحصان فوق الأسوار.
- عرض قفز الأرنب.
- صيد الثعالب، حيث تقفز الخيول وكلاب الصيد فوق الأسوار وغيرها من العوائق.